# Лазістан
40°55′54″ пн. ш. 40°50′52″ сх. д. / 40.931666666667° пн. ш. 40.847777777778° сх. д.

Лазеті на мапі Грузії

Лазістан на карті Османської імперії 1878 року

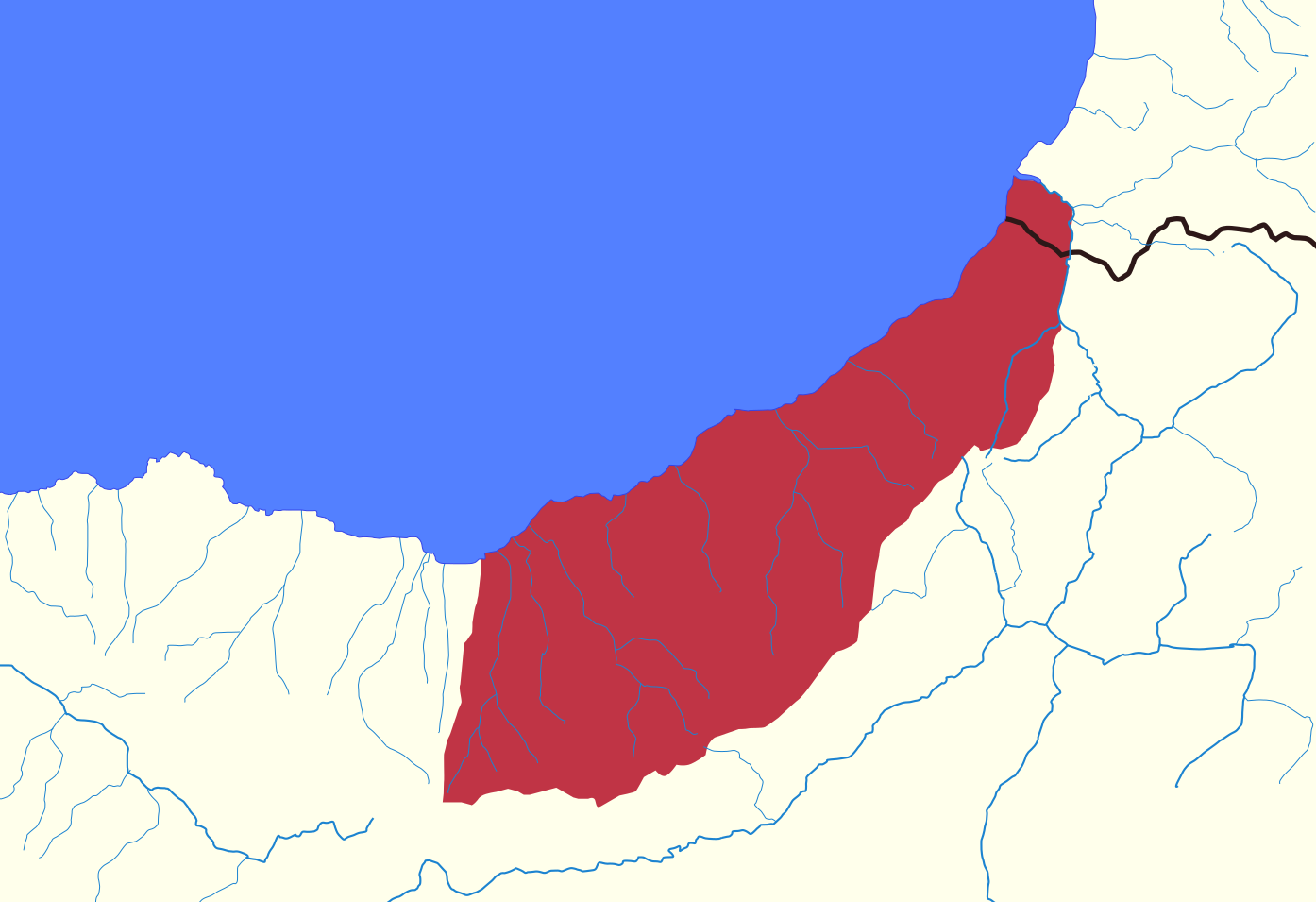
Сучасний Лазістан — територія, де більшість населення складають грузини-лази

Лазістан (осман. لازستان, лаз. Lazona або ლაზონა,груз. ლაზეთი — lazeti або ჭანეთი — Chaneti) — адміністративна одиниця (санджак) Османської імперії на південно-східному узбережжі Чорного моря. У російських джерелах XVI—XIX століть згадується як частина так званої «Турецької Грузії» або «Грузинська земля». Заселена переважно представниками субетнічної групи грузин — лазами. Однак кордони османського Лазістану не співдпадали з ареалом розселення лазів. Сьогодні ж поняття вживається саме у значенні лазької етнічної території у Туреччині.

## Історія
В стародавні часи Лазістан входив до давньогрузинського царства — Колхіди, згодом до складу Грузії аж до 1578 коли її завоювали османи.
У XX ст. Лазістан був розділений спочатку між Грузинською Демократичною Республікою і Туреччиною, а згодом між Туреччиною та Радянським союзом.